# Triebes (Fluss)
Die Triebes ist ein kleiner rechter Nebenfluss der Weida im ostthüringischen Landkreis Greiz.

## Geographie

### Verlauf
Die Quelle der Triebes liegt südlich des Zeulenroda-Triebeser Ortsteils Wolfshain, weniger als einen Kilometer entfernt von der Quelle der Weida, in die die Triebes nach etwa 21 km eigenem Lauf mündet. Der Bach fließt nach Norden durch den Pöllwitzer Wald. Ab Pöllwitz folgt die Bahnstrecke Weida-Mehltheuer dem Verlauf der Triebes. Zwischen Pöllwitz (Bahnhof) und Zeulenroda (Pfefferleithe) ist die Triebes Grenzfluss zwischen Thüringen und Sachsen. Der Fluss fließt weiter durch Zeulenroda und Triebes, vorbei an der Burgruine Reichenfels bis südöstlich von Schüptitz, wo die Triebes gegenüber der Valentinsmühle in die Weida mündet.

### Zuflüsse
Auswahl. Von der Quelle zur Mündung. Längen abgemessen auf Geoportal Thüringen.
- Bach von Wolfshain, von links, 1,2 km
- Mortelbach, von links, 2,8 km
- Quellbäche des Pöllwitzer Teiches, von rechts in diesem, 1,5 km
- Bach vom Lerchenberg, von links am Westrand von Pöllnitz, 2,4 km
- Rainbach, von links am Pöllnitzer Siedlungsplatz Bahnhof, 2,5 km
- Dorflugbach, von links, 1,6 km
- Erlbach, von links, 0,7 km
- Schwarzbach, von rechts, 2,9 km
- Bach aus Grüna, von rechts, wenigstens 0,6 km
- Binne-Bach, von links, 0,9 km
- Bach aus Weißendorf, von links in Triebes, wenigstens 1,4 km
- Mehlabach, von rechts in Triebes, 6,0 km

## Geschichte
Im 17. Jahrhundert wurde der Fluss zur Flößerei genutzt. Dafür wurden die Pöllwitzer Teiche als Wasserreservoir angelegt. 1893, 1924 und 1954 führte die Triebes starkes Hochwasser. Das Hochwasser vom 25. August 1924 zerstörte in Triebes vier Häuser.
Nach dem Bau der Weidatalsperre als Trinkwasserreservoir wurden die Abwässer aus Zeulenroda für einige Zeit bis zu Fertigstellung  einer Kläranlage in der Flur Tscherlich ungereinigt in die Triebes eingeleitet.